# Éditions Beck
Les éditions Beck est une maison d'édition théâtrale parisienne florissante dans la première moitié du XIXe siècle.

## Description
La maison d'édition Beck fait partie d'un mouvement de maisons d'édition se spécialisant dans la diffusion des pièces de théâtre et regroupant des maisons telles celle de Jean-Nicolas Barba passée à Christophe Tresse qui deviendra les éditions Stock, celle de Pierre Joseph Victor Bezou, celle d'Henri-Louis Delloye, celle de Basile Marchant reprise par Charlieu et celle des frères Lévy. Toutes ces maisons, nées à un moment où la production théâtrale connait un essor significatif, ont contribué à faire du théâtre une industrie culturelle florissante en instituant des contrats entre éditeurs et auteurs et développant par ailleurs une presse consacrée à la production théâtrale .
La maison Beck était située rue Saint-André-des-Arts, rue du Faubourg-Saint-Denis puis rue des Grands-Augustins et s'était spécialisée dans la production d’œuvres théâtrales qui représentait plus de 99% de son fonds éditorial. Elle a notamment publié une grande partie des pièces de Labiche. Elle s'est fréquemment associée à d'autres maisons d'éditions telles Michel Lévy frères ou Tresse pour publier certaines œuvres comme Le Juif errant.
D'abord dirigée par Beck puis par sa veuve, cette maison a été particulièrement florissante dans les années 1840 jusqu'à prendre le pas sur ses concurrentes avant de décliner progressivement et disparaitre dans les années 1870. 